# Kieselbach (Krayenberggemeinde)
Kieselbach ist ein Ortsteil der Krayenberggemeinde im Wartburgkreis im Westen Thüringens.

## Geografie und Lage
Kieselbach liegt im Werratal und erstreckt sich am Unterlauf des etwa 6 km langen Schergesbachs, einem Nebenflüsschen der Werra.
Der Gipfel des kegelförmig aus dem Werratal aufragenden Krayenberges (428,3 m ü. NN) mit der Burgruine Krayenburg liegt nur 840 m Luftlinie südöstlich vom Ortszentrum („Beim Brauhaus“) entfernt. Ihm gegenüber, im Nordwesten des Ortes befinden sich der Eichkopf (366 m ü. NN) und der Hechberg (357,9 m ü. NN) mit der Nebenkuppe Eierberg (335 m ü. NN).
Im Nordwesten der Ortslage verläuft die B 84 (Eisenach – Vacha). In der sumpfigen Talaue nördlich des Ortes wurden drei Teiche – Blätter-, Schaf- und Wahlteich angelegt, sie dienten der Fischzucht und sind heute auch für den Natur- und Artenschutz von Bedeutung.

## Geschichte
Kieselbach wurde erstmals 1155 urkundlich erwähnt. Der Text in villa nostra Kiselbach, que sita est in radice montis et castri nostri Creienberg (dt.: in unserem Dorf Kieselbach, das gelegen ist am Fuße des Berges und unserer Burg Krayenberg) findet sich in einem Dokument des Abtes Willibold von Hersfeld. Diese Urkunde, die heute im Staatsarchiv Marburg aufbewahrt wird, bezeugt, dass der Ort seinerzeit unter thüringischer Landeshoheit stand, aber bereits zum Kloster Hersfeld gehörte.
Die ursprüngliche Besiedelung des Ortes steht wohl im Zusammenhang mit der nahen Krayenburg und der alten Handelsstraße von Erfurt nach Frankfurt am Main. Besitz am Ort hatten das Kloster Fulda und die zeitweilig auf der Krayenburg sitzenden Frankenstein. Die Besiedlung des Hinterlandes von Kieselbach erfolgte nach der Gründung des Klosters Frauensee. Im 13. und 14. Jahrhundert entstanden im Frauenseer Forst, der sich einst bis an das Werraufer bei Kieselbach ausgedehnt hatte, etwa 20 namentlich bekannte Rodungssiedlungen und Gehöfte. Die Mehrzahl dieser Siedlungen waren Bauernhöfe und nutzten den Markt von Kieselbach als Versorgungsmöglichkeit.
Die Kieselbacher Kirche gehört zu den ältesten Gebäuden im Ort, sie wurde im Baustil der Gotik errichtet und steht am Waldrand, an einem Fußweg zur Krayenburg. Der trutzige Turm zeigt heute eine Wetterfahne mit der Jahreszahl 1522. Die Kirche war zunächst der Dorndorfer Pfarrei als Filialkirche unterstellt. Mit der zunehmenden Bevölkerungszahl um 1900 wurde auch für Kieselbach eine eigene Pfarrgemeinde bewilligt, das Pfarrhaus am Dorfanger weist einen eigenwilligen Baustil auf.
Kieselbach gehörte zum Amt Krayenberg, nach 1815 zum Großherzogtum Sachsen-Weimar-Eisenach, später zum Landkreis Eisenach.
Der Ort war lange Zeit überwiegend landwirtschaftlich geprägt, 1925 wies eine Gewerbeliste noch 131 Landwirtschaftsbetriebe mit einer Größe unter 2 ha, 51 mit einer Größe von 2 bis 5 ha, 20 Höfe hatten eine Größe von 5 – 10 ha erreicht und drei Höfe waren bis 20 ha groß. Als nachgeordnete Handwerke gab es im Ort zu dieser Zeit auch noch eine Schmiede, drei Schäfereien und die 1910 als genossenschaftliches Eigentum angeschaffte Dreschmaschine mit einem Lanz-Lokomobil als Antrieb.
Zu Beginn des 20. Jahrhunderts gewann der Kalibergbau eine überragende Bedeutung, der auch zu DDR-Zeiten fortgeführt wurde. Die 1913 eröffnete 3,5 km lange Kaliseilbahn Springen–Dorndorf zum Abtransport des geförderten Rohkalis verband die Kalischächte in Springen mit dem Verladebahnhof Dorndorf. Das ungewöhnliche Bauwerk mit 55 Stützen und den pausenlos in Bewegung befindlichen 280 Loren wurde 1990 stillgelegt und demontiert. Im Volllastbetrieb konnte das Transportmittel eine Tagesleistung von 6100 t Rohsalz befördern, die Seilgeschwindigkeit betrug 2,3 m/s.
Ihre Teilnahme am Ersten Weltkrieg mussten 37 und am Zweiten Weltkrieg 112 Einwohner mit dem Leben bezahlen, die bei der Kirche errichtete Gedenkstätte erinnert an die Toten des Ersten Weltkrieges. Während des Zweiten Weltkrieges wurden fehlende Arbeitskräfte in den Betrieben und den Bauernhöfen durch Zwangsarbeiter aus den besetzten Gebieten ersetzt. Für die Ofer der Gewaltherrschaft wurden nach 1950 an verschiedenen Orten in der Umgebung (Springen, Vacha, Bad Salzungen) Gedenkstätten errichtet. Nach dem Kriegsende gelangten Gruppen von Heimatlosen, aus den ehemaligen deutschen Ostgebieten vertriebene Bewohner, auch in die Gemeinde Kieselbach. In der ehemaligen Pulverfabrik Kambachsmühle wurde ein Notquartier geschaffen, um diesen Leuten zu helfen. 1952 kam Kieselbach zum Kreis Bad Salzungen.
Die Gemeindegebietsreform von 1994 führte zum Zusammenschluss mit Merkers und Kambachsmühle zur Gemeinde Merkers-Kieselbach. 2013 wurde die Gemeinde Merkers-Kieselbach aufgelöst und die Ortsteile fusionierten mit der Gemeinde Dorndorf zur Krayenberggemeinde.

## Sehenswürdigkeiten

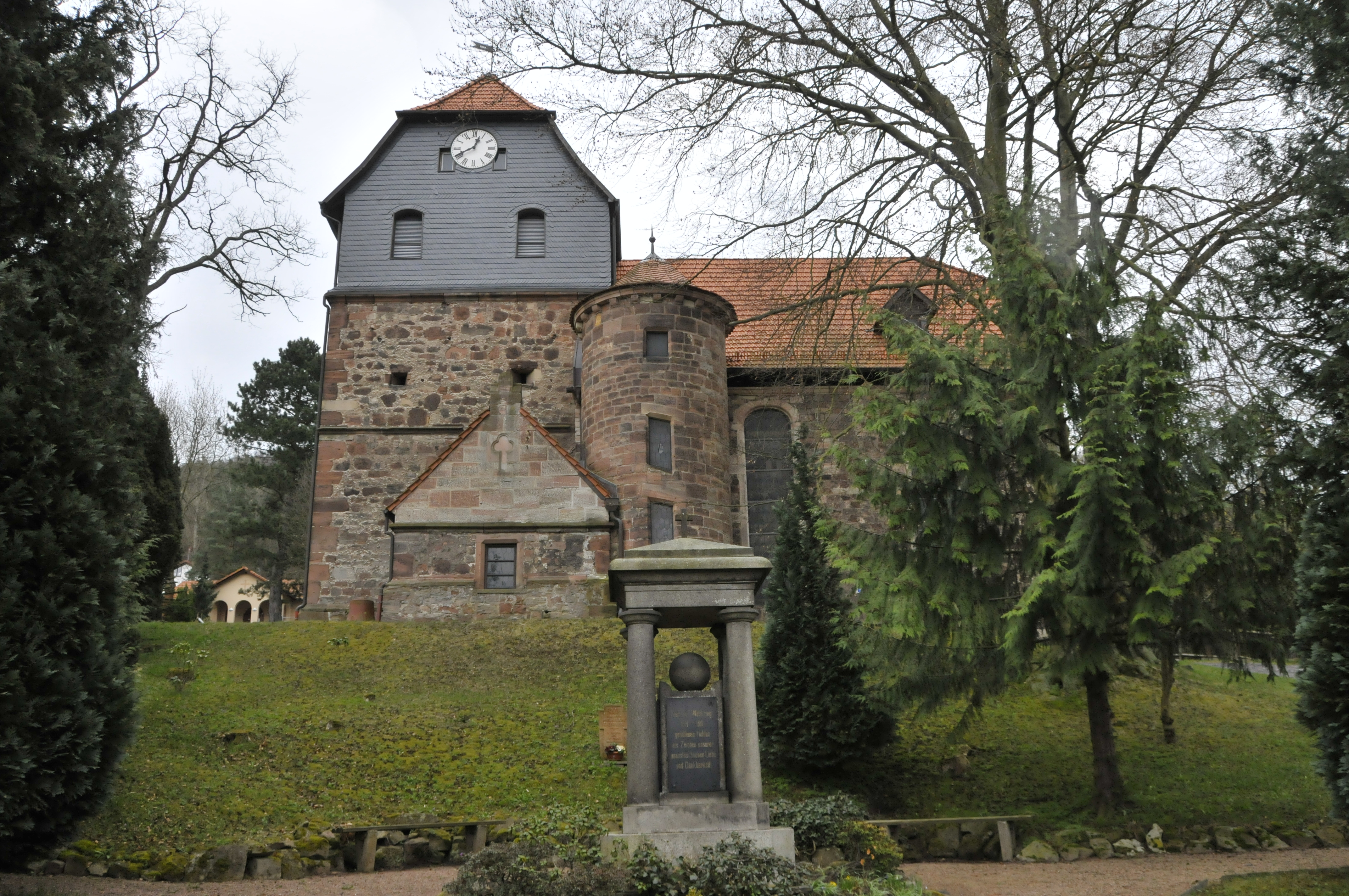
Kirche

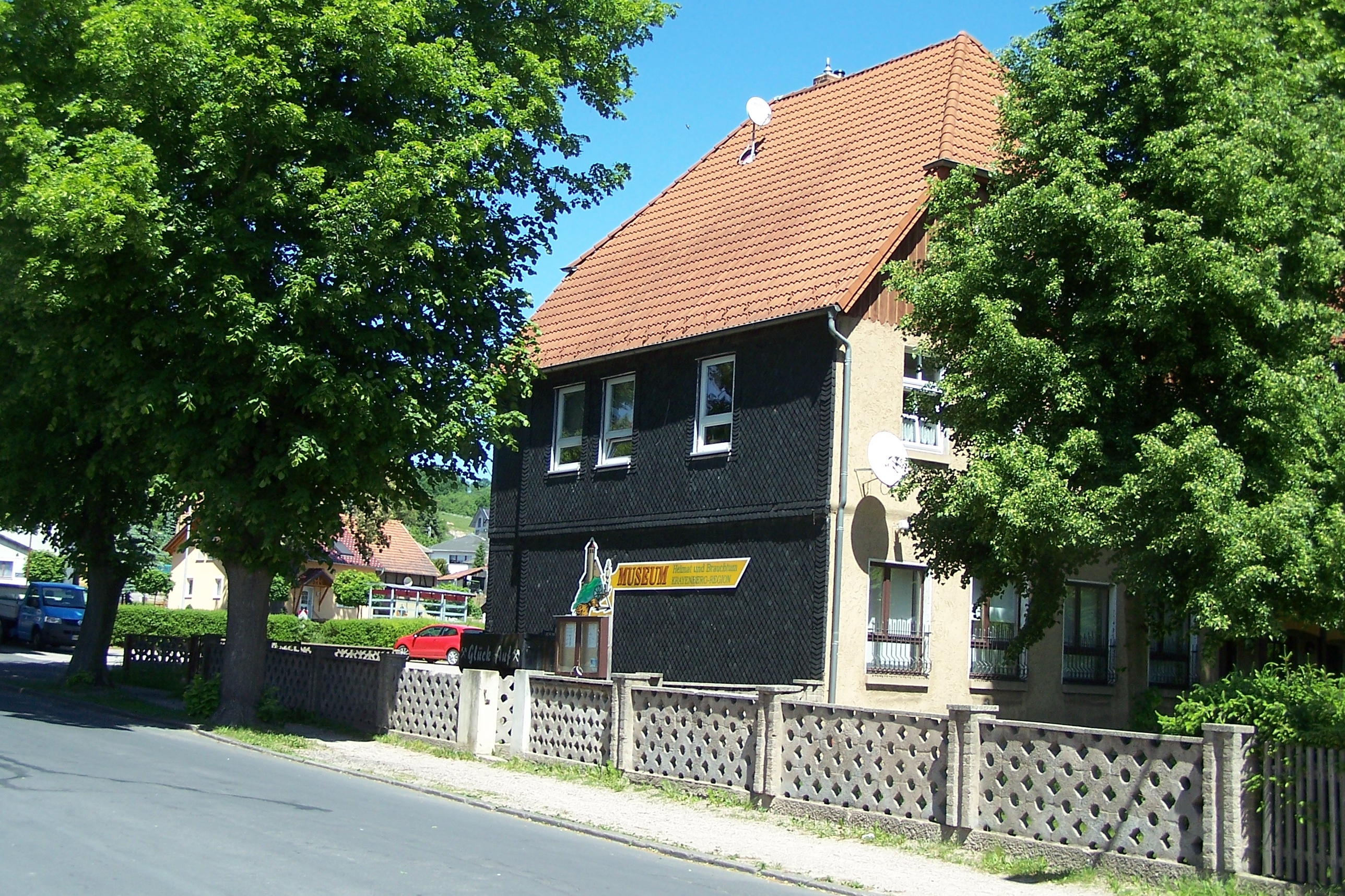
Das Heimatmuseum

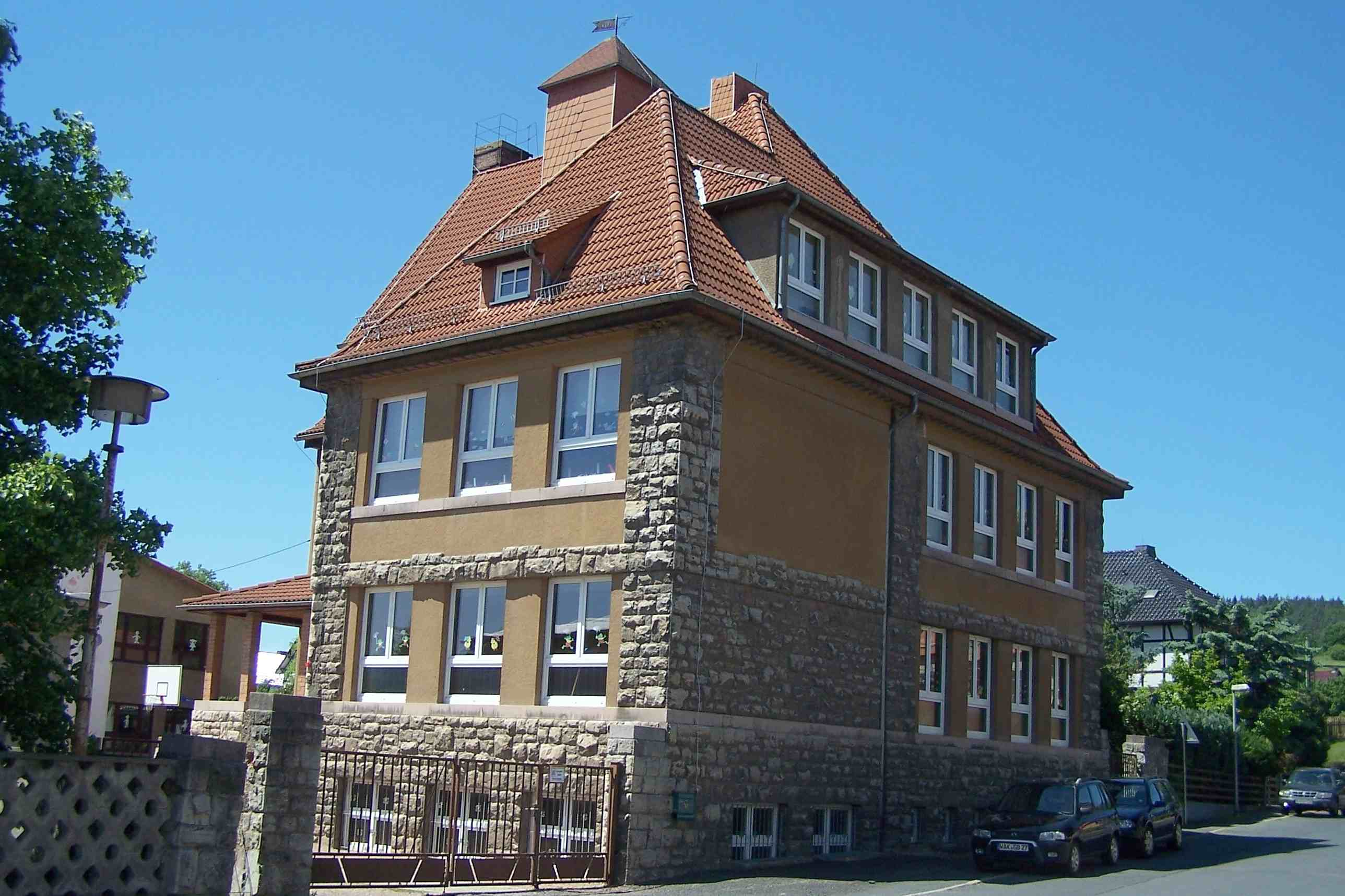
Die Kieselbacher Schule

- Die wohl markanteste Sehenswürdigkeit des Ortes ist das Gebäudeensemble der evangelischen Kirche mit dem Friedhof, dem Pfarrhaus und dem von einer bogenförmigen Mauer eingefassten Dorfanger. Als Ersatz für die abgestorbene Dorflinde wurde eine neue Dorflinde in dem zum Ortsjubiläum sanierten Platz angepflanzt.[5][3]
- Unweit der Kirche befindet sich die Lutherlinde. Sie wurde vermutlich am 10. November 1883 anlässlich des 400. Geburtstages von Martin Luther gepflanzt und 1954 als Naturdenkmal ausgewiesen.[6]
- Thüringenweit bekannt wurde der „Country-Club Kieselbach“ in einem alten Steinbruch unweit des Ortes. Der ehemalige Sandsteinbruch wurde vom Country Club Kieselbach liebevoll und detailgetreu zum Westerndorf ausgebaut. Mehrmals im Jahr finden dort Countrykonzerte statt, Höhepunkt ist ein großes Festival alljährlich zu Himmelfahrt.
- Das Heimatmuseum befindet sich bei der Grundschule und besitzt eine Sammlung von Werkzeugen und Produkten ortstypischer Gewerke. Bilder und Texte erläutern die jüngere Geschichte und den Kalibergbau um Merkers.
- An der Hauptstraße gegenüber dem Museum befindet sich das traditionsreiche Gasthaus „Zur Krone“.
- Die heutige Dorfschule wurde 1926 als markantes gründerzeitliches Gebäude am Ortsrand errichtet, in der DDR-Zeit wurde auch eine kleine Turnhalle am Schulhof errichtet.
- Der großzügig angelegte Sportplatz wurde 1954 als „Stadion am Krayenberg“ eingeweiht und befindet sich am Südwestrand der Gemeinde. 1964 wurde auch das Sportlerheim fertiggestellt – die von der Kieselbacher Jugend unterstützte 1. Fußballmannschaft gelang in dieser Zeit der Aufstieg von der 2. Kreisklasse (1958) zur Bezirksliga (1961). Auch die Leichtathleten des Ortes freuten sich damals über die in ihrem Stadion veranstalteten DDR-offenen Leichtathletik-Wettkämpfe.[3]
- In der Ortslage findet man noch zahlreiche historische Fachwerkhäuser aus dem 17. und 18. Jahrhundert. Ein gegenwärtig leerstehendes mehrgeschossiges Wohn- und Geschäftshaus, im fränkischen Fachwerkstil erbaut, befindet sich als ortsbildprägendes Gebäude am Westrand der Ortslage. In der Nähe befindet sich auch das Gehöft der in Sanierung befindlichen ehemaligen Försterei – ein ebenfalls in Fachwerkbauweise errichteter Gebäudekomplex.